# Musikmesse
Musikmesse je německý veletrh ve Frankfurtu. Své nástroje a aparaturu zde vystavují výrobci z celého světa. Na veletrhu lze najít většinu známých výrobců, nicméně někteří např. američtí výrobci preferují americkou výstavu Namm show. Na musikmesse lze naopak najít mnoho lokálních německých výrobců. Nechybí ani české firmy. Zároveň s musikmesse zaměřeným především na nástroje je v posledních letech pořádána výstava Prolight+sound v druhé části Frankfurtského výstaviště.
Celá výstava je doprovázena různými událostmi, jako jsou workshopy výrobců, vystoupení interpretů a kapel, nebo předvádění nástrojů. Tyto události jsou pořádány ny stáncích výrobců nebo na jevištích (např. Agora stage)

## Oblasti
kytary, baskytary, zesilovače a efekty
bicí nástroje a perkuse (včetně exotických afrických nástrojů, xylofonů apod.)
Akustické a žesťové nástroje
Midi, recording a DJ technika
Noty, tabelatury

## Prolight+ sound
- Světelná technika (reflektory, lasery)
- LCD panely
- Konstrukční prvky pro pódia
- PA
- Pyrotechnické efekty, výrobníky mlhy
- Zvláštní efekty (Watershow, Fogscreen)

Speciální postavení mezi vystavovateli má Yamaha, která vystavuje všechny své produkty (kytary, keyboardy) ve zvláštním samostatném pavilónu. V sálu tohoto pavilónu také pravidelně probíhá světelná show, která demonstruje využití všech prvků (od reflektorů, přes lasery, mlhu, pyro efekty apod.)